# Rasim Ljajić
Rasim Ljajić (en serbe cyrillique : Расим Љајић ; né le 28 janvier 1964 à Novi Pazar) est un homme politique serbe. Il est président du Parti social-démocrate de Serbie (SPDS). Le 27 avril 2014, il est élu vice-président du gouvernement, ministre du Commerce, du Tourisme et des Télécommunications dans le gouvernement d'Aleksandar Vučić,.
Le 27 juillet 2012, il avait déjà été élu vice-président du gouvernement et ministre du Commerce international et national et des Télécommunications dans le gouvernement d'Ivica Dačić et reconduit dans ses fonctions le 2 septembre 2013,.

## Débuts
Rasim Ljajić naît le 28 janvier 1964 à Novi Pazar dans la région du Sandjak, souvent désignée par les Serbes sous le nom de Raška. Il effectue ses études élémentaires et secondaires dans sa ville natale puis suit les cours de la Faculté de médecine de l'université de Sarajevo, dont il sort diplômé. Entre 1989 et 2000, il travaille comme journaliste pour des journaux et des magazines de l'ancienne république fédérative socialiste de Yougoslavie,, notamment le Muslimanski glas de Sarajevo et Zeri de Pristina.
Rasim Ljajić se lance en politique en 1990, en devenant secrétaire général du Parti d'action démocratique du Sandžak (SDA Sandžak) dont il est, avec Sulejman Ugljanin, l'un des membres fondateurs ; ce parti est conçu comme une branche du Parti d'action démocratique (SDA) de la république socialiste de Bosnie-Herzégovine, créé en 1990 avec comme but de rassembler les Musulmans à l'intérieur et à l'extérieur de la Bosnie. En 1993, il quitte le parti. À partir de 1994, il est président de la Coalition du Sandžak, qui, en 2000, prend le nom de Parti démocratique du Sandžak (SDP). À l'époque, il reproche à Sulejman Ugljanin d'être un extrémiste favorable aux mouvements séparatistes de Yougoslavie et de vouloir une Bosnie agrandie et dominée par les Musulmans bosniaques ; il critique particulièrement l'attitude d'Ugljanin dans la guerre de Bosnie et son implication avec les Wahhabias[réf. nécessaire].

## Années 2000
En 2000, Rasim Ljajić devient l'un des chefs de l'Opposition démocratique de Serbie (DOS), une vaste coalition qui lutte contre le régime de Slobodan Milošević. Après les événements du 5 octobre 2000 et la chute de Milošević, il est élu ministre des Droits de l'homme et des minorités. En décembre 2000, au moment des troubles créés par les Albanais de l'Armée de libération de Preševo, Medveđa et Bujanovac (en albanais : Ushtria Çlirimtare e Preshevës, Medvegjës dhe Bujanocit, UÇPMB) dans la vallée de Preševo, il devient vice-président de l'Organe de coordination pour les municipalités de Preševo, Bujanovac et Medveđa ; de septembre 2005 à juillet 2008, il en est le président. En août 2001, il est également nommé vice-président du Centre de coordination pour le Kosovo et la Métochie,,.
Aux élections législatives du 28 décembre 2003, Rasim Ljajić dirige une vaste coalition appelée « Ensemble pour la tolérance », réunissant des partis représentant les minorités de Serbie ; y participent notamment Nenad Čanak de la Ligue des sociaux-démocrates de Voïvodine (LSV) et József Kasza de l'Alliance des Magyars de Voïvodine (SVM/VMSZ). La liste obtient 4,22 % des suffrages, ce qui ne lui permet pas d'obtenir de député à l'Assemblée nationale de la république de Serbie.
Aux élections législatives du 21 janvier 2007, Rasim Ljajić figure en 10e position sur la liste du Parti démocratique (DS) soutenue par le président de la République Boris Tadić. La liste remporte 22,71 % des suffrages et obtient 64 sièges à l'Assemblée. Le 17 mai, Ljajić est élu ministre du Travail et de la Politique sociale dans le second gouvernement de Vojislav Koštunica,,.
Lors de l'élection présidentielle serbe de 2008, Rasim Ljajić soutient le président sortant Boris Tadić dès le premier tour. La réélection de Tadić provoque des élections législatives anticipées qui ont lieu le 11 mai. Ljajić participe à la coalition « Pour une Serbie européenne », soutenue par le président de la République, qui obtient 38,40 % des suffrages et envoie 102 représentants à l'Assemblée nationale. Le 7 juillet, Mirko Cvetković forme le nouveau gouvernement de la Serbie et Rasim Ljajić est réélu dans sa fonction de ministre du Travail et de la Politique sociale, fonction qu'il occupe jusqu'au 27 juillet 2012.
Parallèlement, en 2009, Ljajić, qui est président du Parti démocratique du Sandžak (SDP), décide de donner une audience nationale à son mouvement et, le 18 octobre, il fonde le Parti social-démocrate de Serbie (SDPS) ; l'ancien SPD devient un mouvement local intégré au SDPS.

## Années 2010

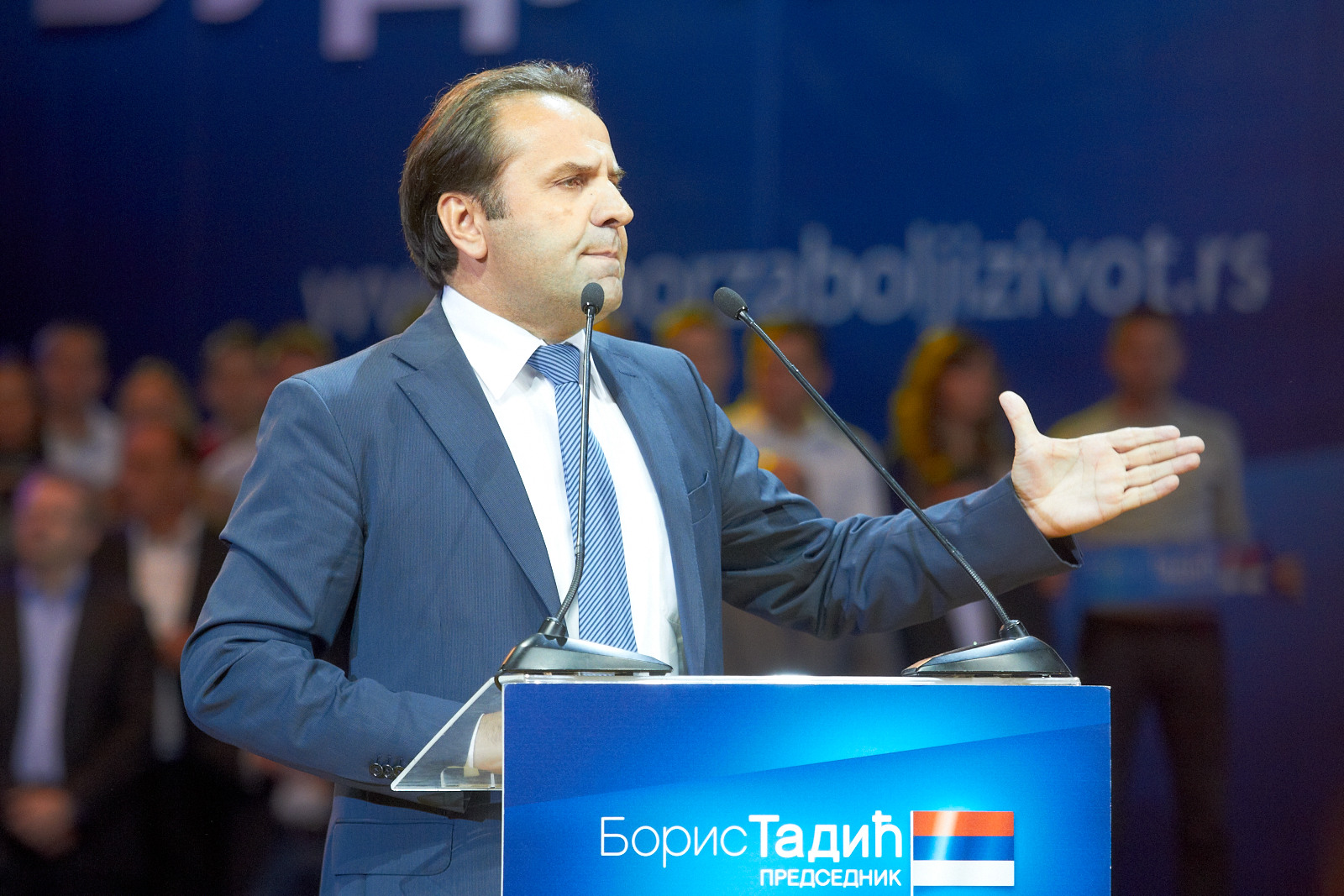
Rasim Ljajić à la convention de soutien à Boris Tadić, 17 mai 2012

À l'élection présidentielle des 6 et 20 mai 2012, Rasim Ljajić apporte une nouvelle fois son soutien au président sortant Boris Tadić. Aux élections législatives du 6 mai, il participe à la coalition « Un choix pour une vie meilleure », soutenue par le président sortant ; il occupe la 4e place sur la liste, qui obtient 22,06 % des suffrages et 67 députés, ce qui lui vaut un mandat parlementaire. Après la défaite de Tadić et l'élection de Tomislav Nikolić qui dirigeait le Parti progressiste serbe (SNS), Ljajić évoque une cohabitation possible entre Nikolić et Tadić. Finalement rallié au nouveau président de la République, le 27 juillet 2012, il renonce à son mandat parlementaire et est élu vice-président du gouvernement d'Ivica Dačić et ministre du Commerce international et national et des Télécommunications,,. À l'assemblée, le SDPS forme un groupe parlementaire de 9 députés qui, élus sur la liste de la coalition « Un choix pour une vie meilleure », soutiennent la majorité gouvernementale du président Nikolić.
Après la crise gouvernementale de l'été 2013, le 2 septembre 2013, Ljajić est reconduit dans ses fonctions,.
Malgré ce remaniement, le 29 janvier 2014, le président Nikolić, à l'instigation d'Aleksandar Vučić, premier vice-président du gouvernement Dačić et président du Parti progressiste serbe (SNS), dissout l'Assemblée et convoque des élections législatives anticipées pour le 16 mars,. Rasim Ljajić soutient la liste menée par Vučić, nommée « Un avenir dans lequel nous croyons » (en serbe : Budućnost u koju verujemo), qui, en plus du SNS et du Parti social-démocrate de Serbie, regroupe aussi Nouvelle Serbie, le Mouvement serbe du renouveau et le Mouvement des socialistes. La liste remporte à elle seule 48,34 % des suffrages, obtenant ainsi 158 députés sur 250 à l'Assemblée nationale. Le 27 avril 2014, Vučić est élu par l'Assemblée président du gouvernement de la Serbie et Ljajić retrouve ses fonctions de vice-président du gouvernement, de ministre du Commerce et des Télécommunications avec, en plus, la fonction de ministre du Tourisme dans ce nouveau gouvernement Vučić,.

## Vie privée
Rasim Ljajić est marié et père de deux enfants. Il parle anglais et russe,,.